# Cymodusa dravida
Cymodusa dravida là một loài tò vò trong họ Ichneumonidae.